# Dumpokjauratj (Wohnplatz)
Dumpokjauratj bei Arjeplog ist ein mittelsteinzeitlicher Wohnplatz (schwedisch Dumpokjauratj-boplatsen) der Komsa- oder Finn-Kultur am See Dumpokjauratj in Lappland in Schweden. In der Steinzeit war Dumpokjauratj die Bucht eines großen Sees, der später durch die postglaziale Landhebung in vier Seen aufgeteilt wurde. 
Dumpokjauratj war der älteste Fundplatz in Nordschweden und wurde in den 1990er Jahren von einem Team der Universität Umeå ausgegraben. Der Wohnplatz wird auf 7800 v. Chr. datiert und enthält über 3500 Funde, darunter Hornstein-, und Schiefergeräte, roter Ocker und Knochen, von damals noch nicht domestizierten Rentieren. Später wurde die noch älteren Wohnplätze Aareavaara und Kangos entdeckt.